# 島松東町
島松東町（しままつひがしまち）は北海道恵庭市の地名。郵便番号は061-1351。人口は1,341人、世帯数は630世帯。

## 地理
島松東町は島松市街地の南東に位置し、東側に柏木川が流れている。町内に北海道道369号島松停車場線、北海道道600号島松千歳線が通っている。

## 歴史

### 沿革
- 1965年（昭和40年）1月28日 - 島松町の一部、字下島松の一部から島松東町に町名変更[4][5]。
- 1966年（昭和41年）- 島松町の一部を編入[4]。
- 1978年（昭和53年）4月1日 - 島松東町の一部が島松旭町として新設[4]。
- 2001年（平成13年）10月1日 - 島松東町1 - 3丁目に住居表示変更[6]。

### 町名の変遷
町名の変遷は以下の通り。
| 実施内容 | 実施年月日   | 実施前 | 実施後   |
| -------- | ------------ | ------ | -------- |
| 町名変更 | 1965年4月4日 | 島松町 | 島松東町 |

## 人口と世帯数
2023年9月30日現在の人口と世帯数は以下の通り。
| 町・丁        | 人口    | 世帯    |
| ------------- | ------- | ------- |
| 島松東町1丁目 | 310人   | 131世帯 |
| 島松東町2丁目 | 331人   | 166世帯 |
| 島松東町3丁目 | 465人   | 226世帯 |
| 島松東町4丁目 | 235人   | 107世帯 |
| 計            | 1,341人 | 630世帯 |

### 人口の変遷
国勢調査による人口数の推移。
| 1995年（平成7年）  | 1,416人 | [ 7 ]  |  |
| 2000年（平成12年） | 1,433人 | [ 8 ]  |  |
| 2005年（平成17年） | 1,377人 | [ 9 ]  |  |
| 2010年（平成22年） | 1,307人 | [ 10 ] |  |
| 2015年（平成27年） | 1,152人 | [ 11 ] |  |
| 2020年（令和2年）  | 1,290人 | [ 12 ] |  |

### 世帯数の変遷
国勢調査による世帯数の推移。
| 1995年（平成7年）  | 480世帯 | [ 7 ]  |  |
| 2000年（平成12年） | 529世帯 | [ 8 ]  |  |
| 2005年（平成17年） | 541世帯 | [ 9 ]  |  |
| 2010年（平成22年） | 527世帯 | [ 10 ] |  |
| 2015年（平成27年） | 481世帯 | [ 11 ] |  |
| 2020年（令和2年）  | 553世帯 | [ 12 ] |  |

## 小・中学校の通学区
小・中学校の通学区は以下の通り。
| 町・丁   | 街区 | 小学校             | 中学校             |
| -------- | ---- | ------------------ | ------------------ |
| 島松東町 | 全域 | 恵庭市立島松小学校 | 恵庭市立恵北中学校 |

## 交通

### バス
- えにわコミュニティバス（ecoバス）
  - 「島松東町」「島松東町3丁目」停留所がある[14]。

### 道路
- 一般道道
  - 北海道道369号島松停車場線[15]
  - 北海道道600号島松千歳線[15]
- 都市計画道路
  - 3・4・115 島松駅通[15]

## 施設
教育
- しままつスマイル保育園（島松東町2丁目）

公園
- ひがし公園（島松東町3丁目）
- あけぼの公園（島松東町4丁目）
- いずみ公園（島松東町4丁目）

宗教
- 日本キリスト教団島松伝道所（島松東町4丁目）

行政
- 島松郵便局（島松東町3丁目）

産業・商業
- セブン-イレブン 恵庭島松東町店（島松東町3丁目）